# (2399) Terradas
(2399) Terradas (1971 MA; 1968 TD; 1973 AX2; 1978 QS1; 1978 SV3; 1981 JC1) ist ein ungefähr fünf Kilometer großer Asteroid des inneren Hauptgürtels, der am 17. Juni 1971 vom argentinischen Astronomen Carlos Ulrrico Cesco an der Yale-Columbia Southern Station am Felix-Aguilar-Observatorium (IAU-Code 077) entdeckt wurde.

## Benennung
(2399) Terradas wurde nach dem spanischen Mathematiker Esteban Terradas e Illa (1883–1950), benannt. Er war Professor an der Universität Saragossa, der Universität Barcelona, der Universität Complutense Madrid und der Astronomischen Schule der Universidad Nacional de La Plata.